# Orrnyálkahártya
Az orrüreg egy összetett szerv, mely lehetővé teszi a levegő áthaladását a tüdő felé és ez alatt a másodperc töredéke alatt felmelegíti, párásítja és megtisztítja az áthaladó levegőt. Ehhez viszont ép strukturális és funkcionális viszonyok szükségesek. Az orrnyálkahártya feladata a belélegzett levegő tisztítása, felmelegítése és párásítása, ezért erekben gazdag, állandóan nedves a felszíne, és az ott lévő csillószőrökön megtapadnak a szennyeződések.
Az orr üregét egy vékony nyálkahártya borítja, amelynek a feladata a belélegzett levegő párásítása, melegítése vagy hűtése, megszűrése, biztosítja a páratartalmát, hogy a légutakba így tiszta "előkészített" levegő jusson. A levegő felmelegítése az orrüreget borító, vérerekkel sűrűn behálózott nyálkahártyán történik. A nyálkahártya erei a fűtőtest csöveihez hasonlóan adják le, illetve veszik fel a hőt. A hideg hatására kitáguló erekbe tóduló, növekvő vérmennyiség fokozott hőleadásra képes, erőteljesebben melegíti fel a beáramló hideg levegőt. Az egészséges ember tüdejébe így kiegyenlítetten szabályozott hőmérsékletű levegő kerül. Az orrnyálkahártya véredényhálózata rendkívül érzékeny, ugyanakkor azonban rendkívül sérülékeny is. Különösen a porcos orrsövény elülső-alsó részén található, locus Kiesselbach nevű terület vérzékeny, mivel itt az érhálózat rendkívül sűrű és viszonylag védtelen. Ha itt a nyálkahártya, illetve az érhálózat megsérül, orrvérzés indul el.